# David Jefferies
David Jefferies, född den 18 september 1972 i Shipley, England, död den 29 maj 2003 i Crosby, Isle of Man, var en brittisk roadracingförare. Han var son till roadracingföraren Tony Jefferies.

## Roadracingkarriär
Jefferies lät först höra tala om sig när han deltog i sex deltävlingar i 500cc-klassen i Grand Prix-sammanhang 1993. På den internationella scenen deltog han främst i Superbike-VM, där han tog en niondeplats som bäst, men han tog även ett par segrar i europamästerskapet i Superstock 1000 FIM Cup 1999.
Jefferies var mest känd för sina insatser i TT-tävlingar på landsvägsbanor. Han deltog i Isle of Man TT sex gånger, och tog nio sammanlagda klassegrar mellan 1999 och 2002, och det sista året vann han huvudklassen Senior TT. Jefferies kom även att vinna den nordirländksa klassikerna North West 200 vid fyra tillfällen.
Jefferies avled när han kraschade på utspilld olja på fri träning inför 2003 års Isle of Man. Jefferies kraschade i ungefär 250 kilometer i timmen, och avled av de smällar han fick motta.